# Wahlbach (Franciaország)
Wahlbach település Franciaországban, Haut-Rhin megyében. Lakosainak száma 495 fő (2022. január 1.). Wahlbach Steinbrunn-le-Haut, Hausgauen, Obermorschwiller, Kœtzingue, Rantzwiller, Heiwiller, Hundsbach, Franken és Zaessingue községekkel határos.

## Népesség
A település népessége az elmúlt években az alábbi módon változott:
| Lakosok száma | 485  | 504  | 517  | 497  | 494  | 491  | 487  | 482  | 495  |
|               | 2013 | 2015 | 2016 | 2017 | 2018 | 2019 | 2020 | 2021 | 2022 |